# Epirrhoe brunneata
Epirrhoe brunneata là một loài bướm đêm trong họ Geometridae.